# Ingmar Lidbeck
Paul Ingmar Lidbeck, född 2 april 1916 i Partille, död 7 oktober 2000 i Bromma, var en svensk jurist.
Ingmar Lidbeck blev jur.kand. vid Uppsala universitet 1940. Efter tingstjänstgöring var han fiskal i Hovrätten för Övre Norrland 1943–1944 och blev tingssekreterare i Piteå domsaga 1945. Han blev assessor i Hovrätten för Övre Norrland 1949, där han utnämndes till hovrättsråd 1953. Lidbeck arbetade därefter i Regeringskansliet som avdelningschef i Civildepartementet 1962–1965 och var administrativ direktör vid Statens avtalsverk 1965–1967. Han var regeringsråd 1967–1983. Som regeringsråd tjänstgjorde han som ledamot i lagrådet 1974–1975 och var lagrådets ordförande 1983–1985.

## Utmärkelser
- Kommendör av första klass av Nordstjärneorden, 16 november 1970.[2]